# Buddha d'oro

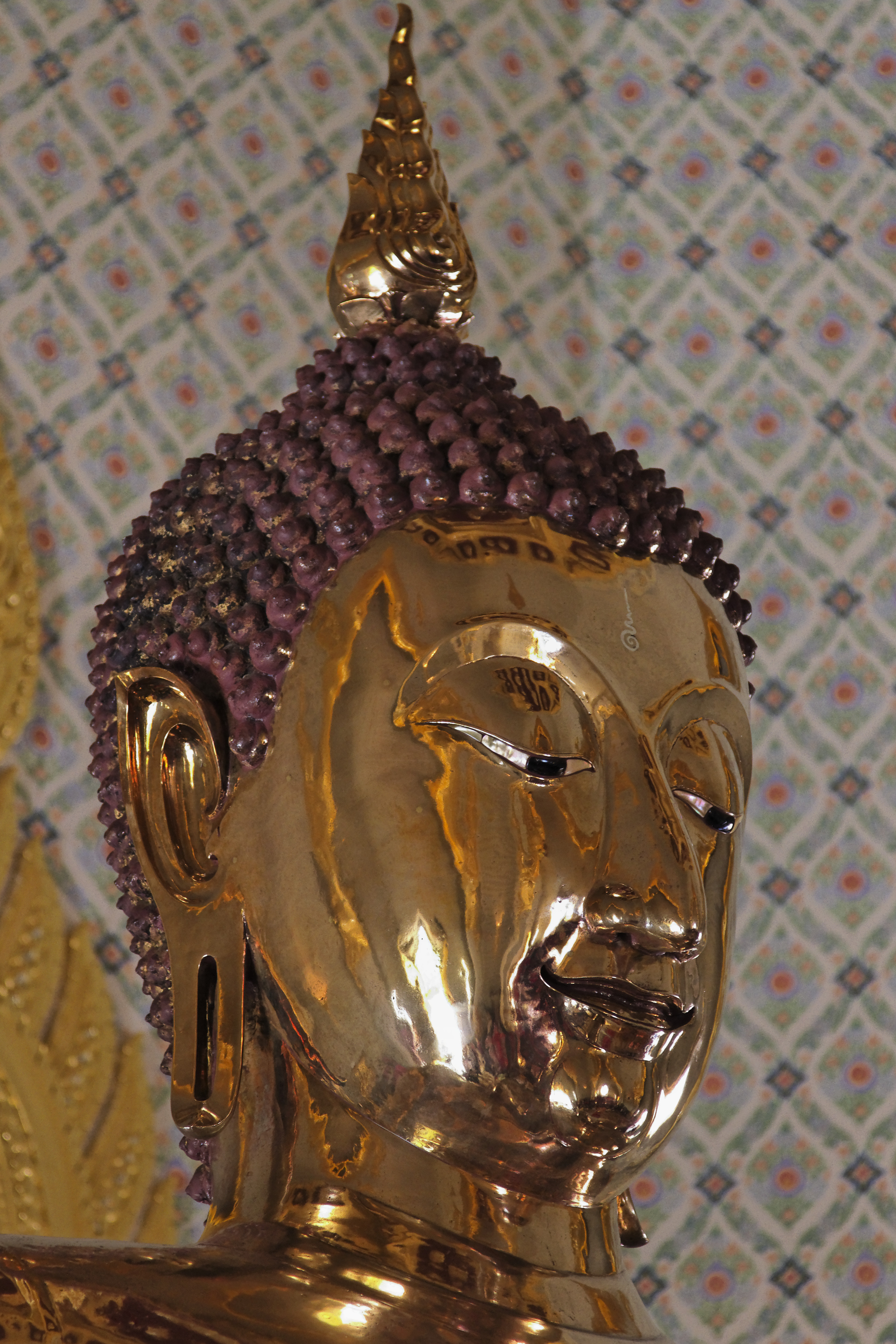
Particolare del Buddha d'oro

Il Buddha d'oro, il cui nome ufficiale in thai è Phra Phuttha Maha Suwan Patimakon, พระพุทธมหาสุวรรณปฏิมากร (grande statua del Buddha d'oro), è la più grande statua in oro massiccio al mondo, ed uno dei tesori più preziosi della Thailandia e del buddismo.
Si trova nel Wat Traimit, un piccolo complesso templare del Buddismo Theravada situato nel distretto di Samphanthawong, nella zona di Yaowarat, la Chinatown di Bangkok, in Thailandia.

## Caratteristiche
La statua è alta 3 metri (2,54 metri senza il piedistallo) e pesa tra le 5 e le 5,5 tonnellate. Il corpo della statua è composto al 40% da oro puro, la parte dal mento alla fronte è oro puro per l'80% mentre i capelli e il top knot, del peso di 45 kg, sono oro puro al 99%. Al prezzo attuale di circa 1.200 dollari l'oncia, l'oro (18 carati) contenuto nella statua varrebbe oltre 200 milioni di dollari.
La statua rappresenta Buddha seduto a terra con le gambe incrociate nella posizione del Bhumisparsamudra, che assunse quando raggiunse la Bodhi (l'Illuminazione). Le dita della mano destra sfiorano la terra, a cui rendono omaggio, e la sinistra è appoggiata sulle gambe davanti al pube con il palmo verso l'alto.
Lo stile della protuberanza a forma di fiamma posta sulla sommità del capo, chiamata Uṣṇīṣa, che rappresenta lo splendore dell'energia spirituale, è tipico del periodo di Sukhothai, così come la forma data ai capelli, alle sopracciglia ed al naso. I lobi allungati, indicanti il precedente status di principe, le tre rughe sul collo, l'ampiezza delle spalle ed il petto gonfio nell'atto di inspirare, fanno parte della simbologia buddista.
Oltre che per il valore economico e simbolico, la statua colpisce quotidianamente centinaia di visitatori per la serenità e l'energia che le fattezze del Buddha emanano, rendendola una delle più amate e venerate in Thailandia.

## Storia
Secondo alcune ipotesi, l'opera fu eseguita durante il periodo di Sukhothai (1238-1438) ed era situata in un wat di Ayutthaya fino alla seconda metà del XVIII secolo. Quando i birmani cinsero d'assedio la città, nel 1765, il valore della statua fu mascherato con un anonimo e spesso rivestimento in stucco dipinto con vernice dorata. Fu così che si salvò dal saccheggio quando fu rasa al suolo la città, avvenimento che pose fine al glorioso regno siamese nell'aprile del 1767. Il reale valore della statua rimase poi segreto per quasi due secoli.
Durante il regno di Rama III (1824-1851) fu portata nel Wat Phrayakrai, nella zona di Yaowarat a Bangkok, dove ebbe la funzione di statua principale, pur mantenendo l'aspetto grossolano che gli conferiva il rivestimento. Quando negli anni '30 il tempio fu abbattuto, fu spostata nell'allora nuovo Wat Traimit, un tempio di secondaria importanza costruito nella stessa area, che non aveva una sala abbastanza grande per contenerla. Fu quindi lasciata per 20 anni sotto una tettoia di lamiera nel cortile.

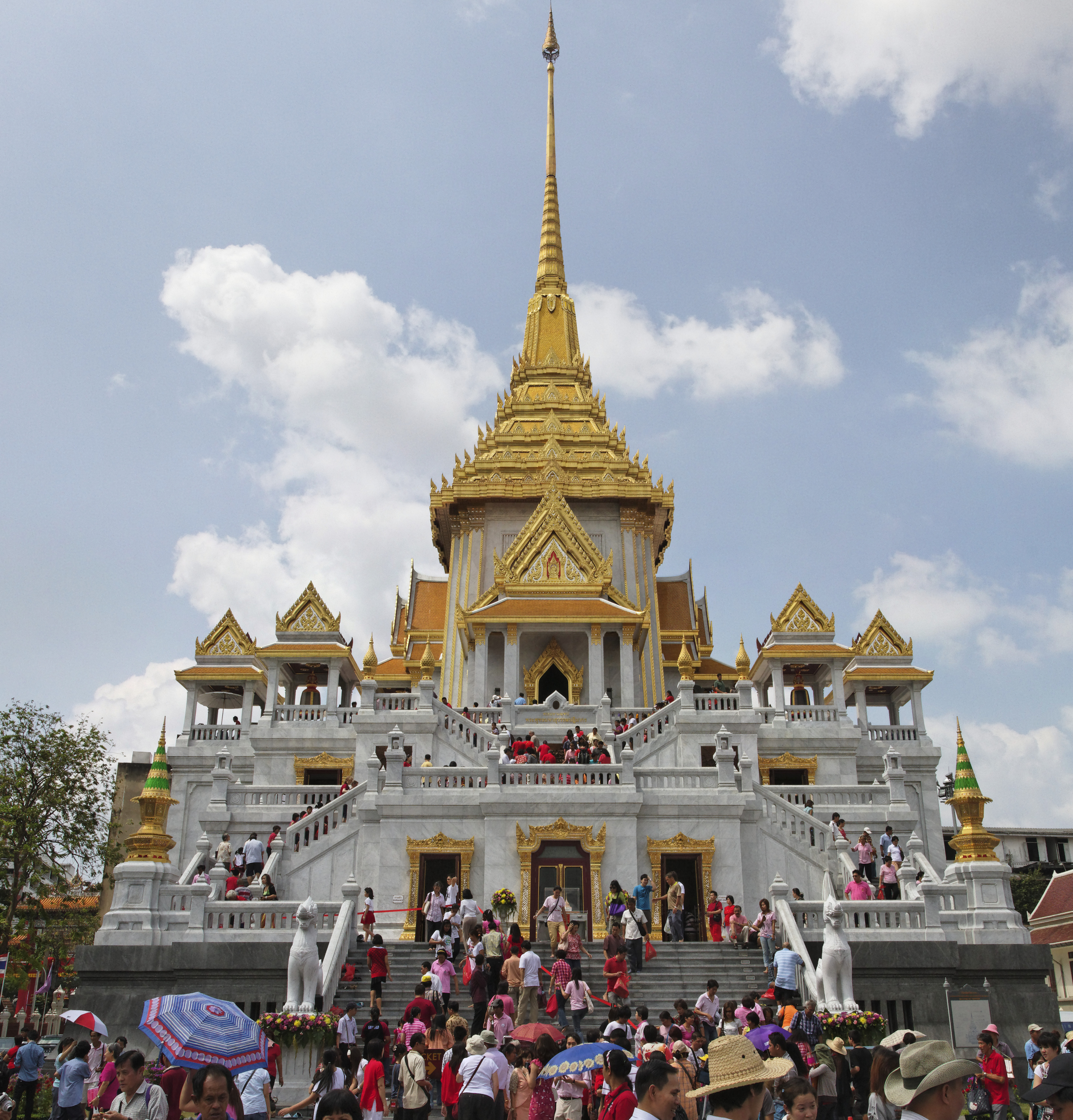
Wat Traimit

Nel 1955  fu costruito un nuovo edificio del wat, e la statua fu portata al suo interno. Durante il sollevamento uno dei cavi si ruppe ed il Buddha cadde nel fango, il fatto rappresentò un cattivo presagio per gli operai, che fuggirono lasciandola sul posto mentre infuriava un temporale che inondò l'intera città. Il mattino seguente l'abate controllò i danni e si accorse della vera statua notando il luccichio dell'oro lasciato scoperto da un pezzo di stucco che si era staccato.

## Wat Traimit
Il Wat Traimit non ha particolari elementi architettonici, ed è lontano dallo splendore di altri templi di Bangkok, come il Wat Phra Kaew ed il Wat Arun. È situato nell'omonima strada Thanon Traimit a pochi minuti di cammino dalla stazione ferroviaria centrale Hualamphong, nella parte orientale della Chinatown, i cui abitanti sono in gran parte di etnia cinese.
È uno dei pochi wat di Bangkok in cui sia concesso di avvicinarsi alla statua più preziosa; è aperto dalle 9 alle 17 e l'ingresso costa 100 baht.